# بایی یان
 بایی یان (انگلیسی: Bai Yan؛ زاده ۲۱ مهٔ ۱۹۸۹) یک تنیس‌باز اهل جمهوری خلق چین است.